# Hagenia abyssinica
Hagenia abyssinica (Bruce) J.F.Gmel, 1791 è una pianta della  famiglia delle Rosacee, nativa delle zone montane dell'Africa centrale e orientale. È  l'unica specie del genere Hagenia.
In amarico viene chiamata kosso o kussu; in swahili mdobore o mlozilozi.

## Descrizione
É un albero snello che può raggiungere i 20 m di altezza, con un tronco basso, rami spessi, e una corteccia anch'essa spessa che tende a staccarsi. Le foglie possono raggiungere i 40 cm di lunghezza, con 7-13 foglioline di circa 10 cm, verde nella parte superiore e argentata e pelosa nella parte inferiore. I fiori possono essere di colori che vanno dal bianco all'arancione al rosato, raggruppati in racemi di circa 30–60 cm di lunghezza.

## Ecologia
Hagenia abyssinica è la pianta nutrice di diverse larve di lepidotteri, come Agrotis segetum (Noctuidae),  Biston edwardsi (Geometridae), Eilema depressa (Arctiidae).

## Distribuzione e habitat
Hagenia abyssinica si trova in buona parte dell'Africa centro-orientale, con una distribuzione che va da Sudan, Etiopia ed Eritrea a nord attraverso Kenya, Uganda, Ruanda, Burundi, Zaïre e Tanzania fino a Malawi e Zambia a sud.
Prospera ad altitudini comprese fra i 2000 e i 3000 m, in aree dove le precipitazioni annue siano intorno ai 1000–1500 mm.  La si può trovare insieme ad altri alberi tipici delle zone afromontane come Podocarpus spp., Afrocarpus spp. e altri; nelle zone di foresta più secche la Hagenia comunque predomina, accompagnata in alcuni casi da Juniperus procera.

## Usi
Dai fiori di Hagenia si ricava una medicina tradizionale detta cusso (trascritto anche come kousso o kusso), che può essere utilizzata come antielmintico nella cura del verme solitario.